# 1992年のパリ-モスクワ-北京ラリー
1992年のパリ-モスクワ-北京ラリーは、1992年9月1日から9月27日にかけて開催されたモータースポーツのラリーレイド大会である。フランスのパリを出発し、ロシアのモスクワを経由して、中華人民共和国の北京に到着するまで、ユーラシア大陸約16,000kmを横断した。正式な大会名称は「第1回 ウエスト-イースト パリ-モスクワ-北京マラソンレイド (1st WEST-EAST PARIS-MOSCOW-BEIJING MARATHON RAID)」。

## 概要

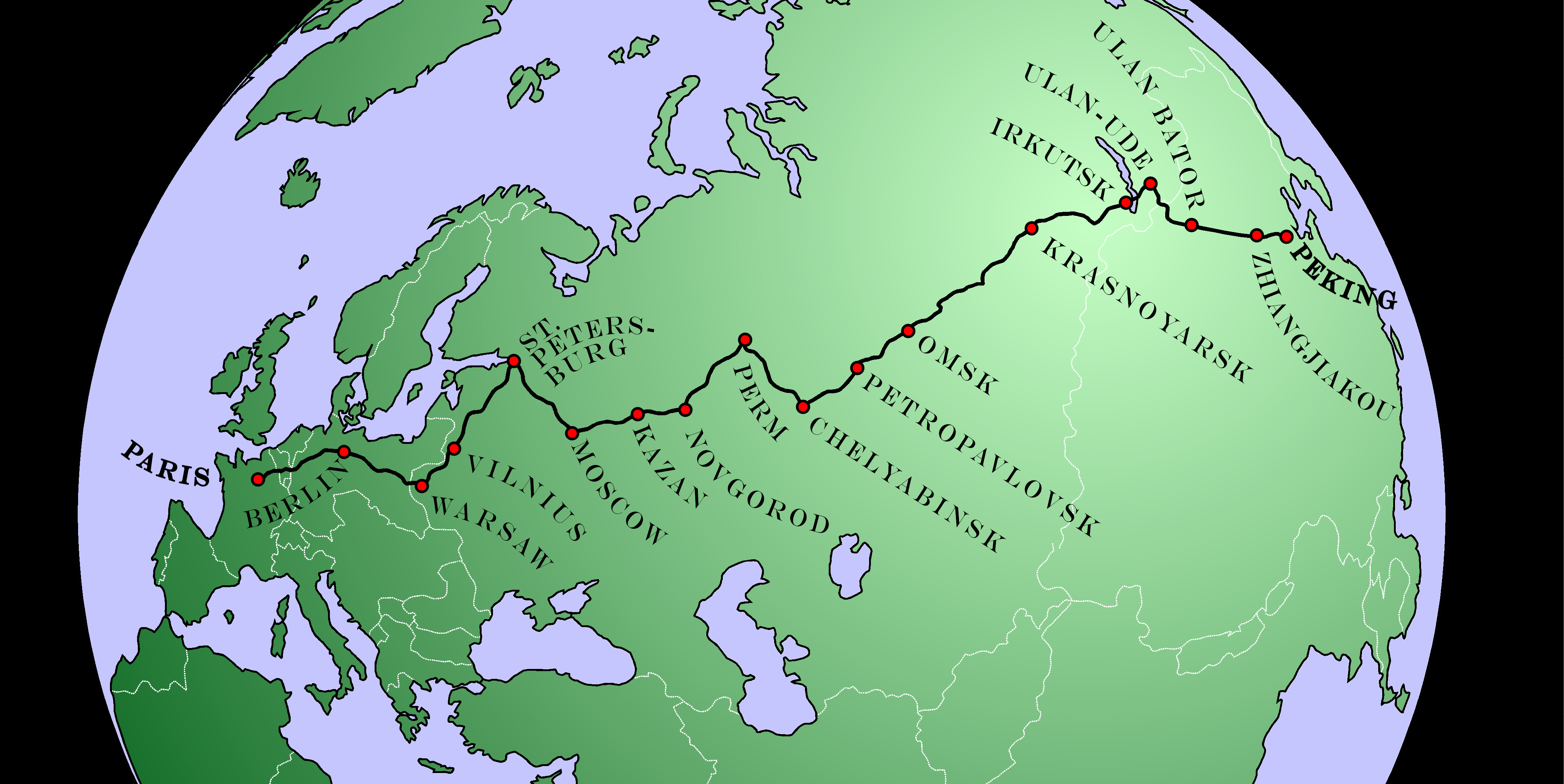
1907年北京-パリのルート

1907年、フランスのル・マタン紙 (Le Matin) の呼びかけにより、ユーラシア大陸を東の北京から西のパリまで16,000km横断する壮大な自動車レース「北京-パリ (Peking to Paris) 」が開催された。参加5台中4台が完走し、優勝者のシッピオーネ・ボルゲーゼ公爵 (Scipione Borghese) らが乗るイターラ (Itala) はスタートから2カ月後にパリに到着した。その後は2度の世界大戦と民族紛争、東西冷戦によって冒険の再現は困難になってしまったが、1980年代になると米ソ緊張緩和と中国の改革開放政策に加えて、パリ-ダカールラリー（パリダカ）の成功もあり、北京-パリを復活させようとする機運が高まった。パリダカの創始者であるティエリー・サビーヌも「次の夢」と語っていた。
パリ-モスクワ-北京ラリーの実現にこぎつけたのは、日本の三菱商事であった。1986年の新経営方針「K-PLAN」の一環として発足した首都圏事業部が立案し、自動車事業本部へと企画が持ち込まれた。三菱商事にはパリダカで活躍していた三菱自動車工業のようなモータースポーツの実績はなかったが、大手総合商社ならではの海外ネットワークを活用した。1989年12月には運営母体としてフランスに子会社「MAPS」を設立し、国際自動車スポーツ連盟 (FISA) やフランスモータースポーツ連盟 (FFSA) 、ソ連国家体育スポーツ委員会、中国モータースポーツ協会と交渉しながら、競技公認や通行許可、安全確保、物資補給などの課題を煮詰めていった。また、パリダカ四輪部門3勝を達成したルネ・メッジ (René Metge) をコースディレクターとして招聘し、現地試走を重ねてルートを選定した。
このプロジェクトの準備期間には1989年6月の天安門事件、1989年11月のベルリンの壁崩壊、1989年12月の冷戦終結宣言（マルタ会談）、1990年10月の東西ドイツ統一、1991年1月の湾岸戦争といった世界情勢を変える出来事が続いた。本来ラリーは1991年9月1日にパリを出発する予定だったが、2週間前の8月19日にソ連のミハイル・ゴルバチョフ書記長が保守派によって軟禁される政変劇（8月クーデター）が発生したため、8月28日にMAPSが開催延期を表明した。3カ月後の1991年12月にはソ連が崩壊し、独立国家共同体 (CIS) へ移行。計画当初は7カ国を通過する予定だったルートが、1992年9月に改めてラリーが決行された時には11カ国を通過するかたちに変わっていた。
1年延期のトラブルに加え、テレビ放映権収入の見込みも外れて興行的には失敗に終わり、三菱商事はこの1回のみで撤退した。第2回大会は1995年8月5日から26日にかけて「マスターラリー パリ-モスクワ-ウランバートル-北京」として開催された。総合優勝は、三菱パジェロに乗るジャン＝ピーエル・フォントネであった。

## 日程・ルート
総距離は16,082km。地球一周（赤道の全周長）40,075kmの約40%にあたる距離を27日間で走破した。行程は9月1日から4日までがパリ-モスクワの移動区間（リエゾン）、9月5日から16日までがCIS域内の前半戦、9月17日から27日までが中国国内の後半戦というパートに分かれる。
1992年8月30日にパリ近郊のアランソンでプロローグ1回目を行い、9月1日にパリ市内のエッフェル塔の向かいにあるトロカデロ広場を出発。パリ-モスクワ間3,000kmのリエゾンは、一般車両に交じってベルギーのブリュッセル、ドイツのベルリン、ポーランドのワルシャワ、ベラルーシのミンスクを通過。途中、ワルシャワでプロローグ2回目を行い、1回目との合計タイムでSS1のスタート順を決めた。モスクワの赤の広場で催されたセレモニーには20万人の群衆が詰めかけ、花火が打ち上がるお祭りムードの中で本格的な競技がスタートした。
CISルートは先ずロシア国内の黒土の穀倉地帯を東進し、ヴォルガ川を渡り、東ヨーロッパから中央アジアへ。カザフスタン領内では広大なカザフステップからカスピ海東岸へと南下。トルクメニスタン領内では気温40度以上のカラクム砂漠を横断する。ウズベキスタン領内を経て、9月16日にキルギスタンの首都ビシュケクで休息日を迎え、ここで中国への入国手続きを済ませる。9月17日は天山山脈越えのリエゾン区間となり、標高3,750mのトルガルト峠にある国境の通関から中国領内へ入る。
中国ルートは新疆ウイグル自治区に始まり、天山山脈南麗のシルクロードの天山南路（西域北道）のオアシス都市に沿って東進する。9月18日のカシュガル-アクスは、タクラマカン砂漠では珍しい大雨によりスタックする車両が続出し、走行が途中で打ち切られた。甘粛省、寧夏回族自治区、内モンゴル自治区にかけては万里の長城の北よりゴビ砂漠とモンゴル高原を通過。9月26日に行われるフフホト-バーターリンのSSを終えた時点で最終順位が確定した。最終日9月27日は車列を組んで北京市までビクトリーランを行い、天安門広場前を通って市内のチャイナ・ワールド・ホテル (China World Hotel, Beijing) で到着式典を行った。
| 日時         | 行事               | 地名                                              | 走行距離（SS距離）   |
| ------------ | ------------------ | ------------------------------------------------- | -------------------- |
| 8月30日      | プロローグ1        | アランソン (Alençon)                              |                      |
| 9月1日       | スタートセレモニー | パリ・トロカデロ広場 (Paris,Trocadéro)            |                      |
| 9月1日 - 2日 | リエゾン1          | パリ (Paris) - ワルシャワ (POL)                   | 1,616 km             |
| 9月3日       | プロローグ2        | ワルシャワ (Warsaw)                               |                      |
| 9月3日 - 4日 | リエゾン2          | ワルシャワ (Warsaw) - モスクワ (Moscow)           | 1,295 km             |
| 9月4日       | スタートセレモニー | モスクワ・赤の広場 (Moscow,Red Square)            |                      |
| 9月5日       | STAGE 1            | モスクワ (Moscow) - タンボフ (Tambov)             | 600 km (131 km)      |
| 9月6日       | STAGE 2            | タンボフ (Tambov) - サラトフ (Saratov)            | 609 km (168 km)      |
| 9月7日       | STAGE 3            | サラトフ (Saratov) - ウラリスク (Ural'sk)         | 610 km (423 km)      |
| 9月8日       | STAGE 4            | ウラリスク (Ural'sk) - ケンキャック (Kenkiyak)    | 697 km (542 km)      |
| 9月9日       | STAGE 5            | ケンキャック (Kenkiyak) - ベイニュウ (Beyneu)     | 476 km (476 km)      |
| 9月10日      | STAGE 6            | ベイニュウ (Beyneu) - ノヴィウセン (Novy Uzen)    | 383 km (383 km)      |
| 9月11日      | STAGE 7            | ノヴィウセン (Novy Uzen) - ネビトダグ (Nebit Dag) | 738 km (670 km)      |
| 9月12日      | STAGE 8            | ネビトダグ (Nebit Dag) - ダルヴァザ (Darvaza)     | 562 km (494 km)      |
| 9月13日      | STAGE 9            | ダルヴァザ (Darvaza) - ブハラ (Bukhara)           | 686 km (485 km)      |
| 9月14日      | STAGE 10           | ブハラ (Bukhara) - シムケント (Chimkent)          | 726 km (397 km)      |
| 9月15日      | STAGE 11           | シムケント (Chimkent) - ビシュケク (Bishkek)      | 756 km (456 km)      |
| 9月16日      | 休息日             | ビシュケク (Bishkek)                              |                      |
| 9月17日      | リエゾン3          | ビシュケク (Bishkek) - カシュガル（喀什噶尔）     | 686 km               |
| 9月18日      | STAGE 12           | カシュガル（喀什噶尔） - アクス（阿克苏）         | 539 km (296 km)      |
| 9月19日      | STAGE 13           | アクス（阿克苏） - コルラ（库尔勒）               | 705 km (160 km)      |
| 9月20日      | STAGE 14           | コルラ（库尔勒） - シャンシャン（鄯善）           | 661 km (395 km)      |
| 9月21日      | STAGE 15           | シャンシャン（鄯善） - ハミ（哈密）               | 418 km (317 km)      |
| 9月22日      | STAGE 16           | ハミ（哈密） - ジャーユイクァン（嘉峪関）         | 757 km (545 km)      |
| 9月23日      | STAGE 17           | ジャーユイクァン（嘉峪関） - ウーウェイ（武威）   | 521 km (203 km)      |
| 9月24日      | STAGE 18           | ウーウェイ（武威） - インチュアン（銀川）         | 640 km (360 km)      |
| 9月25日      | STAGE 19           | インチュアン（銀川） - フフホト（呼和浩特）       | 725 km (414 km)      |
| 9月26日      | STAGE 20           | フフホト（呼和浩特） - バーターリン（八達嶺）     | 606 km (040 km)      |
| 9月27日      | ビクトリーラン     | バーターリン（八達嶺） - ペキン（北京）           | 070 km               |
| 参考地図     | 参考地図           | 参考地図                                          | 16,082 km (7,355 km) |

## 成績

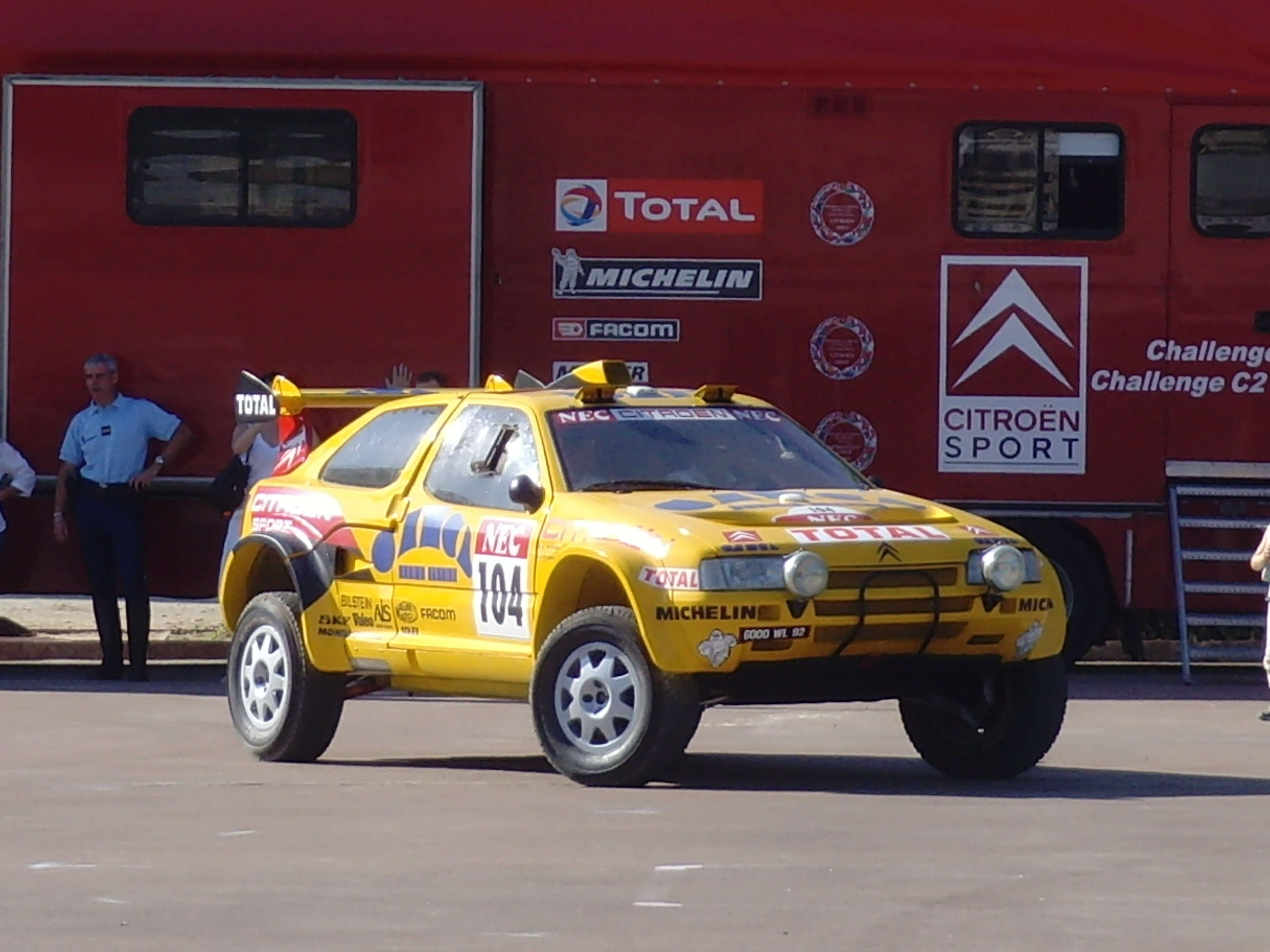
シトロエン・ZXラリーレイド。「104」は優勝者ラルティーグの車番。

19カ国から161台がエントリーし、うち153台（四輪93台、トラック22台、二輪15台、アシスタントトラック23台）が出走。完走は57台だった。
四輪・トラック部門の優勝争いは「シトロエン対三菱」というパリダカでもしのぎを削るワークス同士の対決となった。シトロエン・ZXラリーレイドには前半戦にトラブルが相次ぎ、5台中1台が炎上し3台が後退。生き残ったピエール・ラルティーグがラリーをリードし、三菱・パジェロ勢3台が続く展開となった。パジェロ勢先頭の篠塚建次郎はラルティーグを30分差で追い続けたが、終盤戦にオルタネーター故障のため4位へ後退。ラルティーグが逃げ切って総合優勝を果たした。シトロエンは1931年〜1932年に地中海から黄海へとユーラシア大陸を横断したシトロエン中央アジア探検隊（通称：黄色の巡行艦隊(Croisière jaune)）から60周年のラリーを勝利で飾った。
トラック最上位は総合17位のペルリーニ (Perlini) 。カマズ勢は地の利を活かしきれなかった。
二輪部門はジャン＝クロード・オリビエ率いるヤマハ・モーター・フランスのYZE850Tスーパーテネレ2台がランデブー走行で圧勝。1位のステファン・ペテランセルと2位のマニャルディの差は5分以内という超接戦となった。ペテランセルはパリダカとパリ-モスクワ-北京という2大マラソンラリーを制覇した。完走した7台中6台がヤマハ製だった。
日本からは四輪18台、トラック2台、二輪3台が参加した。おもな参加者では、ナビゲーターとして参加した浅賀明（トヨタ・ランドクルーザー）が総合15位（T1クラス3位）。親子で挑戦した浅賀敏則/達志（ランドクルーザー）が総合20位（T1クラス4位）。パリダカの常連コンビ久保田勝/横田紀一郎（ランドクルーザー）が総合42位（T2クラス11位）。女優の岡本佳織は時間外失格、「バロン古我」こと元レーサーの古我信生と自動車評論家の三本和彦はリタイアとなった。また、軽自動車のスバル・ヴィヴィオで出場した石原孝仁は時間外失格となったものの、パリで行われたプロローグではワークスの篠塚を上回る日本人トップタイムを記録し、フランスの観衆の注目を集めた。二輪では元GP500ライダーの松本憲明を含め、3名全員がリタイアとなった。トラック部門の菅原義正/羽村勝美（日野・レンジャー）は、日野がダカールのワークス撤退直後にプライベーター「チーム子連れ狼」として参戦。一人だけ来たメカニックの支援はスタートだけで、ラリー期間中は2人だけでメンテナンスをしながら戦った。途中水を給油されるトラブルもあったが、完走して総合30位（T4クラス6位）となった。

### 四輪部門順位
| 総合順位 | ドライバー/ナビゲーター           | 車両                       | クラス順位 | タイム         |
| -------- | --------------------------------- | -------------------------- | ---------- | -------------- |
| 1        | P.ラルティーグ / M.ペラン         | シトロエン・ZXラリーレイド | T3-1       | 34時間49分14秒 |
| 2        | E.ウェーバー / M.ヒーマー         | 三菱・パジェロ             | T3-2       | 35時間57分58秒 |
| 3        | B.サビー / D.セリエス             | 三菱・パジェロ             | T3-3       | 36時間14分03秒 |
| 4        | 篠塚建次郎 / H.マーニュ           | 三菱・パジェロ             | T3-4       | 36時間32分27秒 |
| 5        | H.オリオール / P.モネ             | シトロエン・ZXラリーレイド | T3-5       | 39時間19分00秒 |
| 6        | B.ワルデガルド / F.ギャラガー     | シトロエン・ZXラリーレイド | T3-6       | 42時間59分22秒 |
| 7        | A.アンブロジーノ / A.グーエネック | シトロエン・ZXラリーレイド | T3-7       | 44時間56分17秒 |
| 8        | G.サラザン / トルゥブル           | トヨタ・ランドクルーザー   | T2-1       | 55時間09分06秒 |
| 9        | M.ラカーズ / A.フィヨー           | トヨタ・ランドクルーザー   | T2-2       | 55時間30分55秒 |
| 10       | J.ブーシュ / J.レラン             | 日産・テラノ               | T1-1       | 57時間05分39秒 |
| ソース   |                                   |                            |            |                |

- 車両区分はT1（市販車無改造）、T2（市販車改造）、T3（改造車）、T4（トラック）。
- タイムはターゲットタイムを超過したペナルティの累積時間。

### 二輪部門順位
| 総合順位 | ライダー       | 車両                          | タイム          |
| -------- | -------------- | ----------------------------- | --------------- |
| 1        | S.ペテランセル | ヤマハ・YZE850Tスーパーテネレ | 101時間40分05秒 |
| 2        | T.マニャルディ | ヤマハ・XTZ850                | 101時間45分03秒 |
| 3        | P.ベルムード   | ヤマハ・660                   | 149時間32分49秒 |
| 4        | D.ペシュール   | ヤマハ・600                   | 164時間02分12秒 |
| 5        | P.ランデロー   | ヤマハ・660                   | 170時間45分27秒 |
| 6        | E.ペシュール   | ヤマハ・MTTE                  | 175時間57分33秒 |
| 7        | R.ロワズー     | BMW                           | 189時間28分48秒 |
| ソース   |                |                               |                 |

## テレビでの放送
日本国内における放映権は日本放送協会 (NHK) が取得。大会期間中は衛星第一テレビ (BS1) で22時から30分番組が放送され、総合テレビのスポーツニュース番組でも情報が伝えられた。
テーマ音楽は作曲家の林哲司、テーマソングをBARBEE BOYSの杏子が担当した。
テーマ音楽が収録されているサウンドトラック『パリ・モスクワ・北京 〜夢追人たちのメロディ〜』が、1992年7月22日にSony Recordsからリリースされ、テーマソングとして使用された「彼方へ…」は、Epic/Sony Recordsから両A面シングル「彼方へ…/GUILTY」として本来のラリースタート予定日であった1991年9月1日に発売され、翌1992年に発売元をKi/oon Sony RecordsのLIFE/SIZEレーベルに変更して、ラリースタート直前の7月22日に、カップリング曲をテーマ音楽に差し替えて再発売された。

## その他
- 大会の冠スポンサーは日本電気 (NEC) 、サブスポンサーは日本航空 (JAL) 、ロスマンズ、エルフ[25]。
- 大会公認ゲームとして、1992年12月28日にスーパーファミコン用ソフト『ザ・キング・オブ・ラリー パリ-モスクワ-北京』（SHVC-KP）が発売された[26]。販売はメルダック、開発はKAZe。